# Дощові ліси Великого Негросу та Панаю
Дощові ліси Великого Негросу та Панаю (ідентифікатор WWF: IM0114) — індомалайський екорегіон тропічних та субтропічних вологих широколистяних лісів, розташований на Філіппінах. Він вирізняється високим біорізноманіттям та рівнем ендемізму.

## Географія
Екорегіон дощових лісів Великого Негросу та Панаю охоплює західні та центральні Вісайські острови, розташовані на заході центральної частини Філіппінського архіпелагу. Найбільшими островами регіону є Негрос, Панай та Себу. Також екорегіон охоплює острови Масбате, Тікао, Гуймарас, Сібуян, Ромблон, Таблас та Сікіхор.
Острови регіону мають переважно нерівний рельєф. Вони утворилися протягом останніх 6 мільйонів років внаслідок вулканічної діяльності та тектонічних процесів, спричинених зіткненням кількох літосферних плит. Основу Сібуяну складають докайнозойські сланці, мармури, вулканічні та ультраосновні гірські породи. Основу Себу складають вапняки та мергелі, серед яких трапляються численні карстові форми рельєфу. Уздовж всього острова простягається гірський хребет, як і вздовж західної частини острова Панай. На Негросі є ряд великих вулканів, зокрема гора Канлаон, активний стратовулкан та найвища вершина Вісаїв.
Під час плейстоцену, коли рівень Світового океану був на 120 м нижчим, ніж зараз, більшість островів регіону об'єдналися у один великий острів, однак внаслідок того, що між ними, Східними Вісаями та Лусоном розташовані глибокі протоки, вони продовжили залишатися відносно ізольованими. Через відсутність сухопутних мостів з Південно-Східною Азією більшість представників азійської мегафауни, такі як слони чи тигри, не потрапили на Філіппіни. Ізоляція регіону призвела до формування його унікальної флори і фауни, що включає багато ендемічних видів.

## Клімат
На островах екорегіону домінує тропічний мусонний клімат (Am за класифікацією кліматів Кеппена) або екваторіальний клімат (Af за класифікацією Кеппена). Середньорічна кількість опадів в регіоні становить близько 2420 мм, більшість з яких випадає влітку. На західних узбережжях Панаю та Негросу з листопада по лютий триває сухий сезон.

## Флора
На островах екорегіону зустрічаються різноманітні рослинні угруповання: рівнинні та гірські дощові ліси, луки, прибережні та мангрові ліси, пустищні ліси тощо. Основу прибережних лісів складають хвощелисті казуарини (Casuarina equisetifolia) та різні види баррингтоній (Barringtonia spp.), а також інші види, характерні для низинних лісів. На рідкісних прибережних болотах поширені пальми, ліани, бамбуки та індійські птерокарпуси (Pterocarpus indicus).
Основними лісовими угрупованнями екорегіону є низинні вічнозелені дощові ліси, в яких переважають представники родини діптерокарпових (Dipterocarpaceae), зокрема різні види діптерокарпусів (Dipterocarpus spp.), шорей (Shorea spp.) та хопей (Hopea spp.), а також індійські птерокарпуси (Pterocarpus indicus). Дерева у цих високих, багатоярусних лісах досягають 45-65 м заввишки. Епіфітні папороті та орхідеї додають структурної складності верхнім ярусам лісу, а в підліску ростуть види пандани (Pandanus spp.). Ліани та бамбуки рідко зустрічаються у зрілих лісах, однак поширені на порушених ділянках. У рівнинних дощових лісах Панаю зустрічаються два ендемічні види рафлезій (Rafflesia lobata та Rafflesia speciosa), які характеризуються велетенськими квітками діаметром більше півметра.
У гірських дощових лісах, поширених на висоті понад 650 м над рівнем моря, дерева досягають нижчої висоти, ніж у низинних лісах, епіфітів зустрічається більше, а самі ліси мають більш просту структуру. Їх основу складають ряснонасінні шореї (Shorea polysperma), різні види дубів, каштанів та елеокарпусів. Також в цих лісах поширені різні представники родин Бурзерові (Burseraceae), Діптерокарпові (Dipterocarpaceae), Молочаєві (Euphorbiaceae), Лаврові (Lauraceae), Меластомові (Melastomataceae), Шовковицеві (Moraceae), Миртові (Myrtaceae), Трояндові (Rosaceae), Сапотові (Sapotaceae) та Кропивові (Urticaceae). 
На висоті понад 1000 м над рівнем моря поширені дубові та лаврові ліси, а на висоті понад 1200 м над рівнем моря — хмарні ліси. У цих невисоких одноярусних лісах, які ростуть в умовах постійно високої вологості, дерева густо вкриті мохами та епіфітами. Тут ростуть деревоподібні папороті до 10 м заввишки.
Загалом флора екорегіону вирізняється високим різноманіттям та рівнем ендемізму. Так, лише на невеликому острові Сібуян зустрічається близько 700 видів судинних рослин, 54 види з яких є ендемічними.

## Фауна
Фауна екорегіону характеризується поєднанням зондських та філіппінських елементів. Характерними її представниками є ендемічні вісайські замбари (Rusa alfredi) та вісайські свині (Sus cebifrons). Ці рідкісні тварини були винищені на більшості островів регіону і збереглися лише в горах Панаю та у віддалених районах Негросу. Серед інших ссавців, поширених на Вісаях, слід відзначити азійського мусанга (Paradoxurus hermaphroditus), малайську віверу (Viverra tangalunga), яванського кота (Prionailurus javanensis), філіппінського макаку-крабоїда (Macaca fascicularis philippensis), філіппінського лісового пацюка (Rattus everetti), велетенського крилана або калонга (Pteropus vampyrus), майже ендемічного філіпінського трубконосого крилана (Otopteropus cartilagonodus) та багатьох інших кажанів та криланів. Окрім замбарів та свиней, ендеміками екорегіону є також сібуянські білозубки (Crocidura ninoyi) та сібуянські смугасті пацюки (Chrotomys sibuyanensis), поширені на Сібуяні, панайські білозубки (Crocidura panayensis) та панайські хмарні миші (Crateromys heaneyi), поширені на Панаї, а також негроські білозубки (Crocidura negrina), поширені на Негросі. Філіпінські голоспинні крилани (Dobsonia chapmani), відомі з островів Негрос та Себу, деякий час вважалися вимерлими, однак у 2000 році ці рідкісні рукокрилі були повторно відкриті у вапнякових карстових печерах на півдні Негросу.
Орнітофауна екорегіону характеризується високим різноманіттям та рівнем ендемізму. Серед ендемічних птахів, поширених в екорегіоні, слід відзначити негроського голуба (Gallicolumba keayi), рудогузого калао (Penelopides panini), негроського калао (Rhabdotorrhinus waldeni), золотоголового дзьобака (Chrysocolaptes xanthocephalus), негроську сплюшку (Otus nigrorum), східну сову-голконога (Ninox spilonotus), філіппінську сіпараю (Aethopyga guimarasensis), негроського квіткоїда (Dicaeum haematostictum), золотолобу тимелію (Dasycrotapha speciosa), філіппінського кравчика (Orthotomus castaneiceps), світлочереву віялохвістку (Rhipidura albiventris), білогорлу джунглівницю (Vauriella albigularis), широкоброву шаму (Copsychus superciliaris), білоплечого шикачика (Edolisoma ostentum), негроського філіпінника (Rhabdornis rabori), візаянського оливника (Hypsipetes guimarasensis) та темнолобого оливника (Hypsipetes siquijorensis).
Білощокі тимелії-темнодзьоби (Zosterornis latistriatus) є ендеміками острова Панай, негроські тілопо (Ptilinopus arcanus) та негроські тимелії-темнодзьоби (Zosterornis nigrorum) — острова Негрос, себуйські сови-голконоги (Ninox rumseyi), себуйські шами (Copsychus cebuensis) та червоноспинні квіткоїди (Dicaeum quadricolor) — острова Себу, а таблаські дронго (Dicrurus menagei) та таблаські віялохвістки (Rhipidura sauli) — острова Таблас. Майже ендемічними представниками екорегіону є мантананійські сплюшки (Otus mantananensis), мінданайські орли-чубані (Nisaetus pinskeri), філіппінські дронго (Dicrurus balicassius), чорночереві сіпараї (Aethopyga magnifica), білогузі свистуни (Pachycephala homeyeri), жовті вівчарики (Phylloscopus cebuensis), рудобокі сорокопуди (Lanius validirostris), довгочубі монаршики (Hypothymis coelestis), лусонські папужники (Erythrura viridifacies) та білощокі снігури (Pyrrhula leucogenis).

## Збереження
Більшість лісів регіону були знищені за останні століття. Основними загрозами для збереження природи регіону є подальша вирубка лісів, зокрема пов'язана з практикою підсічно-вогневого землеробства, а також полювання.
Оцінка 2017 року показала, що 3304 км², або 10 % екорегіону, є заповідними територіями. Природоохоронні території включають: Північно-Негроський національний парк, Національний парк Булабог-Путіан, Національний парк гори Канлаон, Природний парк гори Гуйтінг-Гуйтінг та Природний парк Сібалом.